# Rho Indi b
Rho Indi b è un pianeta extrasolare che orbita attorno alla stella Rho Indi, una subgigante gialla distante 86 anni luce dalla Terra.
È stato scoperto grazie all'indagine astronomica Anglo-Australian Planet Search gestita  dall'Osservatorio anglo-australiano da un'équipe guidata da Hugh Jones nel 2002, la sua massa stimata, dopo successive verifiche, pare essere di poco inferiore alle 2 masse gioviane ed orbita ad una distanza media di circa 2,3 U.A. dalla stella madre. L'eccentricità orbitale è pero alta e nonostante la zona abitabile della stella vada da 1,1 a 2,31 UA solo per una parte della sua orbita il pianeta rimane nella zona abitabile; la temperatura d'equilibrio al suo periastro consentirebbe la presenza di acqua liquida in superficie su una sua luna, ma al suo apoastro la temperatura sarebbe troppo bassa, a seconda dell'albedo e della presenza di atmosfera si agirerebbe infatti intorno ai -70 o -90 °C.